# Ilse Hangert
Ilse Hangert, geborene Lay (* 6. November 1925 in Köln; † 25. März 2015), war eine deutsche Schriftstellerin und Malerin.

## Leben und Karriere
Ilse Hangert wurde als kaufmännische Angestellte ausgebildet.
Sie schrieb Gedichte, Prosa und Essays. Viele ihrer literarischen Arbeiten wurden in Anthologien, Jahrbüchern, Zeitschriften und Zeitungen abgedruckt.
Sie war Mitglied im Autorenkreis Ruhr-Mark, in der Interessengemeinschaft deutscher Autoren, der GEDOK, der Humboldt-Gesellschaft für Kunst und Wissenschaft und der Gesellschaft für zeitgenössische Lyrik.
Ilse Hangert wohnte in Leichlingen.

## Werke
- Jeder trägt im Herzen Sehnsucht. Bläschke, St Michael 1982, ISBN 3-7053-1782-2.
- Gedichte 1982.
- Manchmal möcht' ich die Erde umarmen. Verlag Freier Autoren, Fulda 1986, ISBN 3-88611-028-1.
- Gedichte 1986.